# Société régionale de transport de Sfax
La Société régionale de transport de Sfax (arabe : الشركة الجهوية للنقل بصفاقس) ou SORETRAS est une entreprise publique tunisienne dont l'activité est d'assurer le transport de voyageurs par autobus dans la région du gouvernorat de Sfax.
Elle assure la liaison entre ces régions et d'autres gouvernorats du pays par le biais de lignes quotidiennes régulières.